# Cidade Velha em Varsóvia
Cidade Velha de Varsóvia é um patrimônio mundial histórico e cultural, tombado pela UNESCO em 1966 e incluído oficialmente na lista de patrimônios históricos mundiais em 1980. Possui grande relevância histórica, arquitetônica e cultural, a nível continental e mundial. Foi construído por volta do século XIV, e, entre vários outros usos, servia como uma espécie de muralha contra invasões. Atualmente resta apenas de 5% a 10% das construções originais. Sendo que foi quase destruída 4 vezes, a última destas durante a segunda guerra mundial. Possui influência arquitetônica eslava, cassúbia, germânica, balcânica e teutônica.
Sua área é relativamente pequena. Possui mercados dispostos em um plano retangular.